# Душан Стојановић (певач)
Душан Стојановић је српски поп, фанк и диско музичар и певач. Такође је пијаниста, композитор и текстописац. За већину својих синглова има снимљене музичке спотове. Компонује и пише текстове за своје песме. Пореклом је из Београда.

## Дискографија

### Синглови
- Валентина (2018)
- Wi-Fi (2018)
- Кад помислим на њу (2019)
- По маргини (2019)
- UNKNOWN WOMAN (2020)
- Wi-Fi ремикс (2021)
- 33 (2021)

Пројекат филм у виду композиција SOULWATCHER
- SOULWATCHER n.1 (The book of existence), посвећено Емиру Кустурици (2021)[3]
- SOULWATCHER n.2 (Between everything and nothing) (2021)
- SOULWATCHER n.3 (Ananda the raven) (2021) уз цитате Блеза Паскала
- SOULWATCHER n.4 (Center everywhere - circumference nowhere) (2021)
- SOULWATCHER n.5 (Edge of the worlds) (2022) гост вилиниста Венија Жарковић, уз мисли Блеза Паскала
- SOULWATCHER n.6 (In the beginning) (2023), у жанру рок-метал, пева на енглеском језику
- SOULWATCHER n.7 ( For so Long) (2024), на енглеском језику, дует са Катарином Стекић